# Ivan Sokolov
Ivan Sokolov (ur. 13 czerwca 1968 w Jajcach) – bośniacki szachista, reprezentant Holandii od 1993, arcymistrz od 1987 roku.

## Kariera szachowa
Pierwsze międzynarodowe sukcesy zaczął odnosić w roku 1987, zwyciężając w turniejach w Portorożu, Belgradzie i Sztokholmie (turniej Rilton Cup, edycja 1987/88, wspólnie z Michaiłem Gurewiczem). W tym samym roku otrzymał tytuł arcymistrza. W kolejnych latach odniósł szereg sukcesów, zwyciężając bądź dzieląc I miejsca w następujących turniejach:
- 1988 – Biel (wraz z Borisem Gulko),
- 1990 – Maribor (memoriał Vasji Pirca),
- 1991 – Kopenhaga (open), Nikšić (wraz z Władimirem Akopianem),
- 1993 – Portoroż (memoriał Milana Vidmara),
- 1994 – Akureyri (przed Loekiem van Wely),
- 1995 – Ter Apel (przed Ulfem Anderssonem i Michaelem Adamsem), Malmö (turniej Sigeman & Co, przed Ulfem Anderssonem i Michałem Krasenkowem), Antwerpia (open, wraz z Igorem Nowikowem),
- 1997 – Leeuwarden (open, wraz z Jewgienijem Glejzerowem),
- 1998 – Drezno (open, wraz z Robertem Zelciciem),
- 1999 – Hastings (przed Rusłanem Ponomariowem i Jonathanem Speelmanem), Amsterdam (przed Predragiem Nikoliciem i Janem Timmanem)
- 2001 – Reykjavík (open, wraz z Peterem Heine Nielsenem),
- 2002 – Selfoss (wraz z Predragiem Nikoliciem),
- 2003 – Selfoss (wraz z Predragiem Nikoliciem), Sarajewo (turniej Bosna, przed Aleksiejem Szyrowem i Rustamem Kasimdżanowem),
- 2004 – Hoogeveen (przed Nigelem Shortem),
- 2005 – Sarajewo (Bosna, wraz z Wiktorem Bołoganem),
- 2006 – Londyn (memoriał Howarda Stauntona, przed Janem Timmanem i Michaelem Adamsem),
- 2008 – Hoogeveen,
- 2011 – Reykjavík (open, wspólnie z m.in. Kamilem Mitoniem i Wołodymyrem Bakłanen),
- 2012 – Kopenhaga (Politiken Cup, wspólnie z Iwanem Czeparinowem i Jonny Hectorem).

Trzykrotnie wystąpił w mistrzostwach świata FIDE, rozgrywanych systemem pucharowym, nie notując jednak sukcesów:
- 1997 – Groningen - awans do II rundy, w której przegrał z Władimirem Jepiszynem,
- 1999 – Las Vegas - awans do II rundy, w której przegrał z Aleksiejem Szyrowem,
- 2004 – Trypolis - awans do II rundy, w której przegrał z Andriejem Charłowem.

Wielokrotnie reprezentował Jugosławię, Bośnię i Hercegowinę oraz Holandię w turniejach drużynowych, m.in.:
- dwunastokrotnie na olimpiadach szachowych (w latach 1988, 1990, 1992, 1994, 1996, 1998, 2000, 2002, 2004, 2006, 2010, 2012); medalista: wspólnie z drużyną – srebrny (1994)[2],
- na drużynowych mistrzostwach świata (w roku 2013)[3],
- ośmiokrotnie na drużynowych mistrzostwach Europy (w latach 1989, 1992, 1997, 1999, 2005, 2007, 2011, 2013); trzykrotny medalista: wspólnie z drużyną – złoty (2005) i srebrny (1989) oraz indywidualnie – złoty (2013 – na II szachownicy)[4],
- na drużynowych mistrzostwach Bałkanów (w roku 1990); dwukrotny złoty medalista: wspólnie z drużyną oraz za indywidualny wynik na I szachownicy[5],
- na turnieju o Puchar Mitropa (Mitropa Cup) (w roku 1991); dwukrotny złoty medalista: wspólnie z drużyną oraz za indywidualny wynik na II szachownicy[6].

Najwyższy ranking w dotychczasowej karierze osiągnął 1 stycznia 2004 r., z wynikiem 2706 punktów zajmował wówczas 16. miejsce na światowej liście FIDE, jednocześnie zajmując 1. miejsce wśród holenderskich szachistów.